# Associazione Sportiva Siracusa 1941-1942
Questa voce raccoglie le informazioni riguardanti l'Associazione Sportiva Siracusa nelle competizioni ufficiali della stagione 1941-1942.

## Rosa
| N. |                   | Ruolo | Calciatore         |
| -- | ----------------- | ----- | ------------------ |
|    | Italia (bandiera) | C     | Umberto Ambrogio   |
|    | Italia (bandiera) | D     | Francesco Barcio   |
|    | Italia (bandiera) | C     | Pietro Cancellieri |
|    | Italia (bandiera) | A     | Filippo Caprè      |
|    | Italia (bandiera) | C     | G. Carpinteri      |
|    | Italia (bandiera) | D     | Danilo Casagrande  |
|    | Italia (bandiera) | D     | F. Colletta        |
|    | Italia (bandiera) | D     | Giuseppe Fardella  |
|    | Italia (bandiera) | D     | Werter Futterlleb  |
|    | Italia (bandiera) | D     | A. Gentile         |
|    | Italia (bandiera) | C     | A. Magistrelli     |
|    | Italia (bandiera) | A     | Sebastiano Massara |

| N. |                   | Ruolo | Calciatore         |
| -- | ----------------- | ----- | ------------------ |
|    | Italia (bandiera) | A     | Silvio Mazzoli     |
|    | Italia (bandiera) | A     | Giuseppe Mirabello |
|    | Italia (bandiera) | C     | Calogero Nobile    |
|    | Italia (bandiera) | P     | Antonio Pappalardo |
|    | Italia (bandiera) | A     | Sergio Peresson    |
|    | Italia (bandiera) | P     | Giuseppe Pistorino |
|    | Italia (bandiera) | A     | G. Pistritto       |
|    | Italia (bandiera) | A     | G. Pivato          |
|    | Italia (bandiera) | D     | Oronzo Pugliese    |
|    | Italia (bandiera) | C     | Ottavio Rossi      |
|    | Italia (bandiera) | C     | Egizio Rubino      |
|    | Italia (bandiera) | C     | Eridio Sada        |